# Les Martys
Les Martys – miejscowość i gmina we Francji, w regionie Oksytania, w departamencie Aude.
Przez miejscowość przepływa rzeka Orbiel. 
Według danych na 1990 r. gminę zamieszkiwały 183 osoby, a gęstość zaludnienia wynosiła 10 osób/km² (wśród 1545 gmin Langwedocji-Roussillon Les Martys plasuje się na 725. miejscu pod względem liczby ludności, natomiast pod względem powierzchni na miejscu 426.).